# Dímitriosz Sztavropúlosz
Dímitriosz Sztavropúlosz (Athén, 1997. május 1. –) görög labdarúgó, a lengyel Warta Poznań hátvédje.

## Pályafutása
Sztavropúlosz a görög fővárosban, Athénban született. Az ifjúsági pályafutását az Olimbiakósz csapatában kezdte, majd a Panióniosz akadémiájánál folytatta.
2016-ban mutatkozott be a Panióniosz első osztályban szereplő felnőtt keretében. 2020-ban az olasz Reggio Calabriához igazolt. 2022. július 5-én kétéves szerződést kötött a lengyel első osztályban érdekelt Warta Poznań együttesével. Először a 2022. július 15-ei, Raków Częstochowa ellen 1–0-ra elvesztett mérkőzésen lépett pályára. Első ligagólját 2022. október 15-én, a Jagiellonia Białystok ellen hazai pályán 2–0-ra megnyert találkozón szerezte meg.

## Statisztikák
2023. január 28. szerint
| Klub            | Szezon   | Osztály             | Bajnokság | Bajnokság | Kupa és Ligakupa | Kupa és Ligakupa | Nemzetközi | Nemzetközi | Összesen | Összesen |
| Klub            | Szezon   | Osztály             | Meccs     | Gól       | Meccs            | Gól              | Meccs      | Gól        | Meccs    | Gól      |
| --------------- | -------- | ------------------- | --------- | --------- | ---------------- | ---------------- | ---------- | ---------- | -------- | -------- |
| Panióniosz      | 2016–17  | Super League Greece | 1         | 0         | 0                | 0                | —          | —          | 1        | 0        |
| Panióniosz      | 2017–18  | Super League Greece | 10        | 0         | 5                | 0                | 1          | 0          | 16       | 0        |
| Panióniosz      | 2018–19  | Super League Greece | 17        | 2         | 4                | 1                | —          | —          | 21       | 3        |
| Panióniosz      | 2019–20  | Super League Greece | 31        | 1         | 2                | 0                | —          | —          | 33       | 1        |
| Panióniosz      | Összesen | Összesen            | 59        | 3         | 11               | 1                | 1          | 0          | 71       | 4        |
| Reggio Calabria | 2020–21  | Serie B             | 20        | 0         | 2                | 0                | —          | —          | 22       | 0        |
| Reggio Calabria | 2021–22  | Serie B             | 19        | 0         | 1                | 0                | —          | —          | 20       | 0        |
| Reggio Calabria | Összesen | Összesen            | 39        | 0         | 3                | 0                | 0          | 0          | 42       | 0        |
| Warta Poznań    | 2022–23  | Ekstraklasa         | 17        | 2         | 2                | 1                | —          | —          | 19       | 3        |
| Összesen        | Összesen | Összesen            | 115       | 5         | 16               | 2                | 1          | 0          | 132      | 7        |